# Nelson Carro
Nelson Carro (Montevideo, Uruguai, 27 de febrer de 1952) és un crític de cinema, columnista i investigador uruguaià resident a Mèxic.

## Biografia
Va començar l'afició pel cinema el 1969 mentre estudiava Química, quan es va afiliar al cineclub Cine Universitario de Uruguay. En aquesta organització es va integrar al Departament de Filmacions i posteriorment a la taula directiva del cineclub. En aquest període va prendre cursos de realització de cinema i d'apreciació cinematogràfica. Amb el cop d'estat de la Dictadura cívico-militar en aquest país la cinemateca va començar a experimentar dificultats, les quals va poder superar amb el pas dels anys malgrat la censura establerta per aquest règim. Es va integrar, llavors, a la Cinemateca Uruguaya. El 1976 e va emigrar a Mèxic a col·laborar amb la Filmoteca de la Universitat Nacional Autònoma de Mèxic on va romandre fins a 1986. Des de 2007 és director de programació de la Cineteca Nacional.
Ha col·laborat en els mitjans de comunicació Tiempo libre, Unomásuno i a revistes especialitzades com Cine, Imágenes, Dicine, Cinemateca Uruguaya, Vértigo i Complot Internacional.

## Obra
- El cine de luchadores (Filmoteca de la UNAM, 1984)
- Alfredo Ripstein. Churubusco-Babilonia (El Milagro, 2007)

### En col·laboració
- Arturo Ripstein, Filmemacher aus Mexico (Filmfest München, RFA, 1989)
- Le cinéma mexicaine (Centre Georges Pompidou, Francia, 1992)
- Mexican Cinema (British Film Institute-Imcine, Londres, 1995)
- Gabriel Figueroa y la pintura mexicana (Museo Carrillo Gil, 1996)
- Le età d’oro del cinema messicano 1933-1960 (XV Festival Internazionale Cinema Giovani, Italia, 1997)